# Йирова гора
Йирова гора — гора в северо-восточной Чехии между деревнями Збечник, Рокытник и Велки-Држевич. Восточный склон горы довольно крутой. Гора покрыта лугами и хвойным лесом, лиственный лес растёт только на южном склоне. Самый молодой древесный покров располагается на северной стороне и местами наверху горы.
На северо-восточном склоне Йировой горы находится источник Малого ручья. На вершине горы стоит радиокоммуникационная вышка. В западном направлении от вершины была построена артиллерийская крепость Йирова гора.

## Фотографии

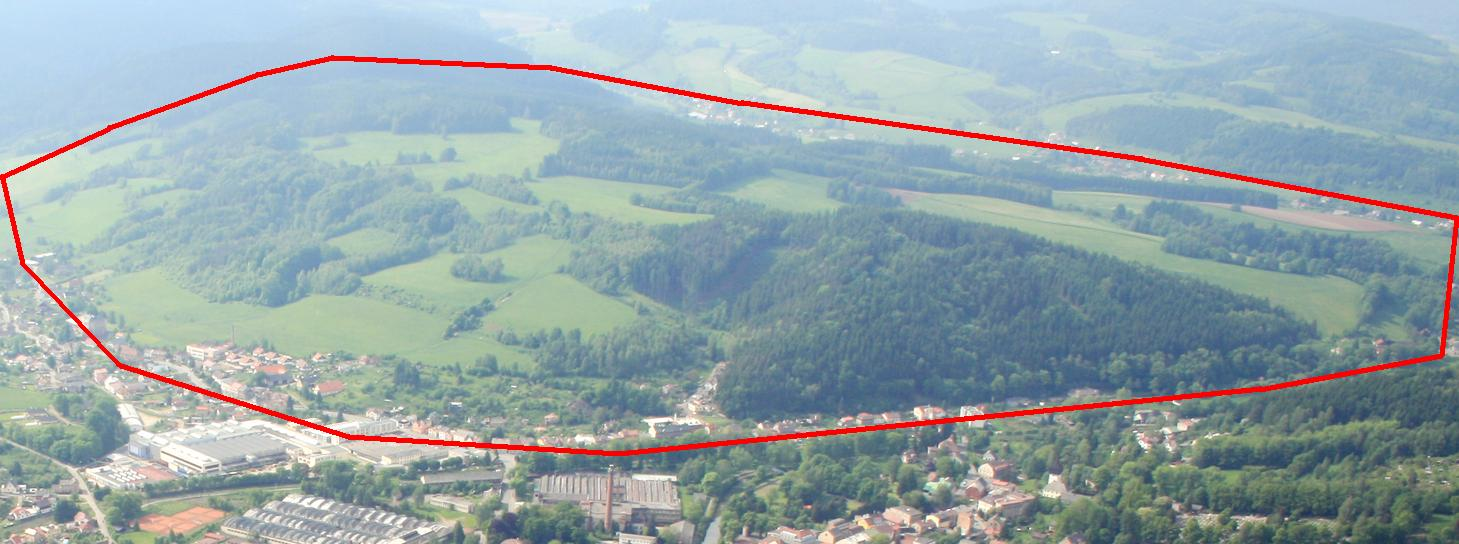
Йирова гора с высоты
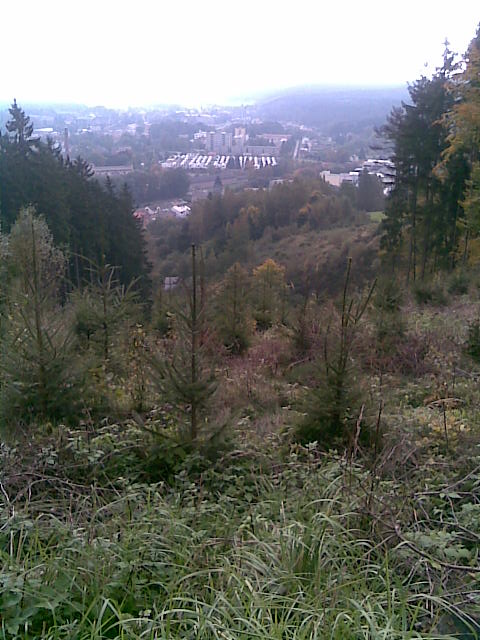
Вид на Гронов из Йировы горы
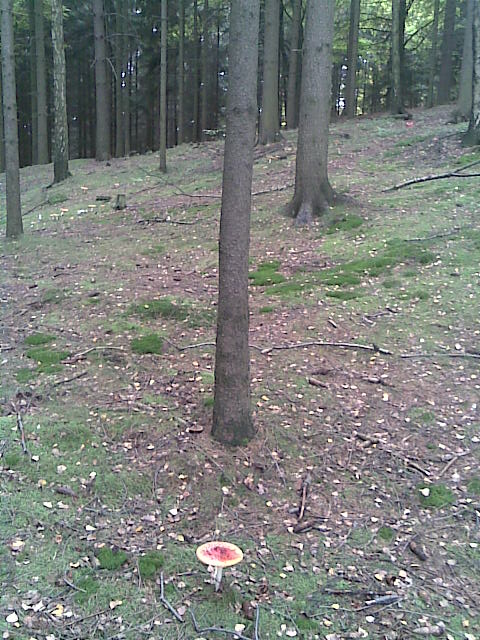
Лес на Йировой горе
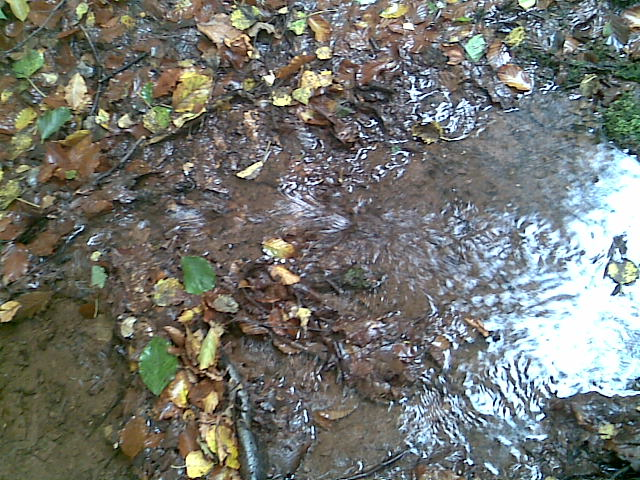
Малый ручей на северном откосе